# Boris Isatjenko
Boris Isatjenko är en sovjetisk idrottare som tog individuellt silver i bågskytte vid olympiska sommarspelen 1980.